# Memex

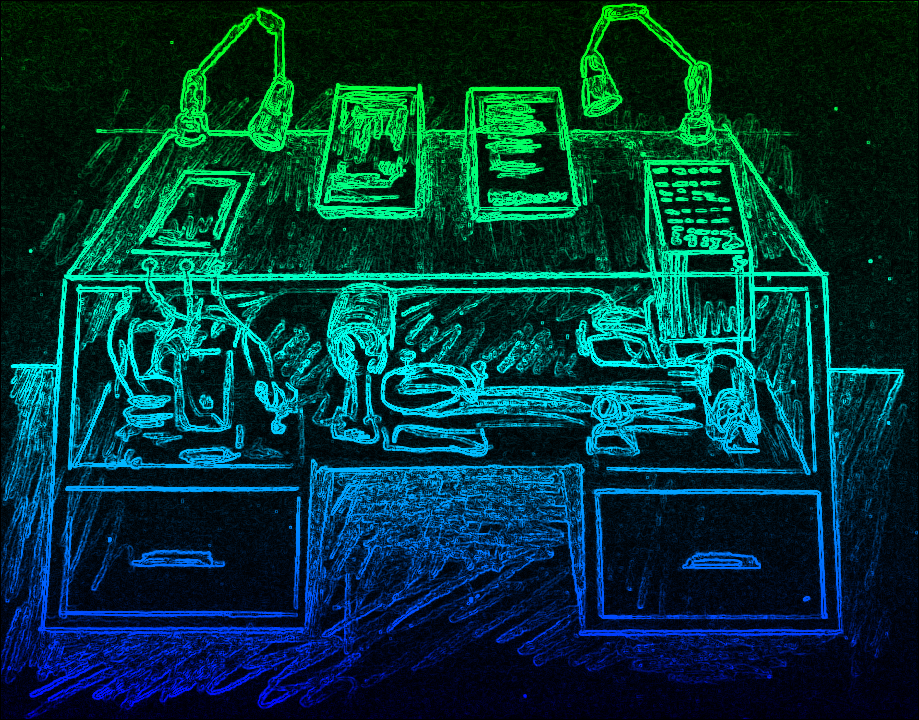
Décrit pour la première fois en 1945 par Vannevar Bush.

Le memex est un ordinateur analogique fictif décrit par le scientifique Vannevar Bush dans l'article As We May Think publié en 1945 dans la revue The Atlantic Monthly. Le nom est la contraction de memory extender (« gonfleur de mémoire »).

## Description
Dans son article, Bush décrit un appareil électronique relié à une bibliothèque capable d'afficher des livres et de projeter des films. Cet outil est aussi capable de créer automatiquement des références entre les différents médias. Cette vision a directement influencé des pionniers de l'informatique moderne tels que Douglas Engelbart et a posé les fondations de l'hypertexte créé par Ted Nelson, à l'origine du World Wide Web.
Le memex ne se contente pas uniquement de permettre à un utilisateur de naviguer parmi les informations, mais il offre aussi un moyen d'établir des liens entre les informations. La machine est un assemblage d'éléments électromécaniques, de caméras et de microfilms, intégré dans un grand bureau. La plupart des microfilms nécessaires auraient été intégrés dans le bureau, mais un système de chargement aurait permis à l'utilisateur d'ajouter et de retirer des microfilms.
Le dessus du bureau serait constitué d'écrans transparents obliques, sur lesquels des documents pourraient être projetés pour une meilleure lecture. Le dessus du memex aurait un plateau transparent et lorsqu'une note écrite, une photographie, un mémorandum ou autres choses y seraient placés, le creux d'un levier permettrait à l'item d'être photographié sur le prochain espace blanc d'une section du film du memex[pas clair]. En 1945, le magazine Life publie une illustration d'Alfred D. Crimi montrant ce « Memex desk ». Selon Vannevar Bush, le memex pourrait devenir « une espèce de fichier et de bibliothèque privée mécanique ».
La technologie du memex est souvent confondue avec la navigation hypertextuelle. Bien que l'idée de Bush ait participé à la création de l'hypertexte, ce n'est pas encore l'hypertexte tel qu'on le connaît maintenant. Le système proposé se contente de créer des liens entre des paires d'images de microfilms, mais ne peut pas relier des documents à l'aide de simples mots ou images dans un document. De plus, l'idée de Bush de créer des chemins d'association n'a pas été intégrée dans les systèmes hypertextes. Le chemin d'association proposé par Bush ne permet qu'un cheminement linéaire dans les informations, en créant des chaînes de séquences reliées entre elles. Ce genre de système est équivalent à une page web où le seul lien est l'« entrée suivante ». 
Le memex permettrait aussi à l'utilisateur de créer des informations, comme ajouter des photos ou du texte sur un microfilm à partir d'un écran tactile semi-transparent. Le memex est souvent considéré comme le précurseur de l'ordinateur personnel à base de microfilms. C'est certainement les idées développées dans cet article qui ont inspiré le projet MyLifeBits (en) de Gordon Bell de Microsoft Research : un entrepôt digital de photographies, documents, communications, et même de statistiques utilisant des bases de données pour permettre la recherche, l'annotation et l'indexation des documents. L'agence DARPA a annulé un programme similaire, le DARPA LifeLog.

## Évocations
- Dans les romans de Charles Stross Le Bureau des Atrocités et Jennifer Morgue, est présenté un personnage dont le bureau est un Memex.
- Dans la série animée japonaise Serial Experiments Lain, le Memex est cité en tant que précurseur du Wired au même titre que le projet Xanadu de Ted Nelson.